# アーチ&シパック -世界ウンコ大戦争-
『アーチ&シパック -世界ウンコ大戦争-』（아치와 씨팍）は、2006年に公開された大韓民国のアニメーション映画作品。日本では2012年2月より公開。

## 概要
監督を務めたチョ・ポムジンが「誰も作ったことのないアニメを作りたい」と2000年にFLASHアニメを製作したの最初で、その後様々な困難を乗り越えて2006年に長編アニメ作品を完成。翌2007年のSICAF（ソウル国際カートゥーン＆アニメーションフェスティバル）で大賞を獲得している。

## ストーリー
既存のエネルギーが枯渇した近未来都市。ここでは人間の大便が貴重なエネルギー源として活用されていた為に排便は政府の管理の下で行なわれていた。そうした中、政府が下剤として市民に支給していたアイスキャンディーの中毒と副作用で身体が青く変化して体型が縮小、さらに排便機能・生殖機能を喪失する人々が現れるようになった。彼らは頭に風呂敷をするようになったことから「フロシキ」と呼ばれるようになり、「能無し」として都市から追い出された彼らはギャングとなって都市を襲い、アイスキャンディーを強奪する事件を起こすようになった。これに対抗して政府は「ゲッコー」というサイボーグで構成される特殊警察を結成し彼らと抗争を繰り返すようになった。
こうした中、アイスキャンディー強盗で生計を立てていたチンピラのアーチとシパックの2人組はイプニという女と出会う。彼女はとある事情で肛門に特殊なチップを埋め込まれた為に驚異的な排便能力を得ており、アーチとシパックも彼女の恩恵を受け大金を得るようになった。イプニの噂はいつしか政府の耳にも入るようになり、彼女を強奪しようと企む。

## DVD&Blu-ray
DVD&Blu-rayはハピネットより、2012年8月2日発売。